# Canterbury (Nuova Zelanda)
Canterbury (in inglese Canterbury Region; in maori Waitaha) è una regione della Nuova Zelanda.
Si trova lungo la costa orientale dell'Isola del Sud, sull'oceano Pacifico.

## Geografia fisica
Canterbury è la regione più estesa della Nuova Zelanda, è costituita dalle pianure di Canterbury e dalle montagne circostanti.
A nord è delimitata dal fiume Conway e a ovest dalle Alpi meridionali, il confine meridionale è costituito dal fiume Waitaki.
Caratteristiche della regione sono due aree vinicole, la zona di Waipara e la zona intorno al capoluogo Christchurch. Sono stati prodotti vini anche nella zona di Kurow situata più a sud.